# Salute (альбом)
| Совокупная оценка   | Совокупная оценка |
| Источник            | Оценка            |
| ------------------- | ----------------- |
| Metacritic          | 66/100            |
| Оценки критиков     |                   |
| Источник            | Оценка            |
| AllMusic            | [ 2 ]             |
| Digital Spy         | [ 3 ]             |
| EntertainmentWise   | (Положительная)   |
| The Guardian        | [ 5 ]             |
| The Observer        | [ 6 ]             |
| So So Gay           | 8.3/10            |
| Unreality TV        | [ 8 ]             |
| Yahoo! UK & Ireland | (Positive)        |

Salute — второй студийный альбом британской гёрл-группы Little Mix, выпущенный 8 ноября 2013 года. Работу над альбомом группа начала в июне 2013 и закончила в сентябре того же года. Альбом в значительной степени был написан в соавторстве с Little Mix, которые заявили, что они принимали активное участие в написании этого альбома, нежели в создании дебютной пластинки. По звучанию альбом напоминает DNA, а также имеет углубление в R&B.

Альбом дебютировал под номером семь в чарте альбомов Ирландии и под номером четыре в Чарте альбомов Великобритании. В США «Salute» был выпущен 4 февраля 2014 года. Он стал вторым альбомом Little Mix, который расположился в ТОПе 10 альбомов Северной Америки, дебютировав под номером шесть в Billboard 200, с количеством 40 414 проданных копий в первую неделю.

Премьера лид-сингла «Move» состоялась на радио 23 сентября. Сингл был выпущен на iTunes 3 ноября. «Move» расположился на третьем месте в Чарте синглов Великобритании и на пятом месте в Чарте синглов Ирландии. Последующие синглы с альбома «Little Me» и «Salute» дебютировали в Великобритании под номерами 14 и 6 соответственно.

## Об альбоме
В марте 2013 Little Mix начали свою первую рекламную кампанию в США. В многочисленных интервью на радио и для веб-сайтов девушки говорили, что начнут работу над вторым альбомом в апреле. Альбом был записан в период с июня по сентябрь 2013. В процессе создания пластинки группа работала с такими продюсерами, как TMS, Future Cut, Steve Mac, Fred Ball, MNEK, Nathan Duvall и Biffco.

В интервью для Digital Spy в марте 2013, Little Mix сказали, что хотят иметь на альбоме больше звучания R&B. 19 сентября 2013 группа провела LiveStream, во время которого заявила, что запись альбома завершена. Во время того же LiveStream Little Mix анонсировали, что премьера лид-сингла «Move» состоится 23 сентября на радио. 
4 октября на своей странице в YouTube группа выложила видео, из которого фанаты узнали название нового альбома, а также, что предзаказ альбома на iTunes будет открыт 7 октября. В некоторых странах альбом был выпущен 8 ноября 2013. В Великобритании «Salute» вышел 11 ноября. В США релиз альбома состоялся 4 февраля 2014.

## Выпуск и продвижение
Little Mix выступили с синглом «Move» на австралийской версии шоу-талантов The X Factor 21 октября 2013. Также с этим синглом они выступили на британском The X Factor 3 ноября, на американском The X Factor 5 декабря. 
В декабре 2013 группа анонсировала The Salute Tour в поддержку альбома.

## Список композиций
| №   | Название                 | Автор(ы) | Producer(s)                                            | Длительность |
| --- | ------------------------ | --- | ------------------------------------------------------ | ------------ |
| 1.  | «Salute»                 | Thomas Barnes Peter Kelleher Ben Kohn Maegan Cottone Perrie Edwards Jesy Nelson Leigh-Anne Pinnock Jade Thirlwall | TMS                                                    | 3:56         |
| 2.  | «Move»                   | Nathan Duvall Cottone Edwards Nelson Pinnock Thirlwall                                                            | Duvall                                                 | 3:44         |
| 3.  | «Little Me»              | Barnes Kelleher Kohn Iain James Edwards Nelson Pinnock Thirlwall                                                  | TMS                                                    | 3:55         |
| 4.  | «Nothing Feels like You» | Uzoechi Emenike Camille Purcell Edwards Nelson Pinnock Thirlwall                                                  | MNEK                                                   | 3:27         |
| 5.  | «Towers»                 | Jamie Scott Little Nikki Edvard Forre Erfjord Henrik Michelsen                                                    | Electric Cottone (vocals)                              | 3:58         |
| 6.  | «Competition»            | Barnes Kelleher Kohn James Cottone Edwards Nelson Pinnock Thirlwall                                               | TMS                                                    | 3:27         |
| 7.  | «These Four Walls»       | Richard "Biff" Stannard Ash Howes Bradford Ellis Shaznay Lewis Edwards Nelson Pinnock Thirlwall                   | Stannard Howes                                         | 3:28         |
| 8.  | «About the Boy»          | Barnes Kelleher Kohn Lewis Edwards Nelson Pinnock Thirlwall                                                       | TMS                                                    | 3:44         |
| 9.  | «Boy»                    | Purcell Rick Parkhouse George Tizzard                                                                             | Fred Ball                                              | 2:54         |
| 10. | «Good Enough»            | Barnes Kelleher Kohn Purcell Edwards Nelson Pinnock Thirlwall                                                     | TMS                                                    | 3:52         |
| 11. | «Mr Loverboy»            | Ryan Williamson Jordan Dollar                                                                                     | RyKeyz James (vocals) Philippe-Marc Anquetill (vocals) | 3:14         |
| 12. | «A Different Beat»       | Barnes Kelleher Kohn James Ayak Thiik Edwards Nelson Pinnock Thirlwall                                            | TMS Nicky D'Silva (add.)                               | 3:27         |

| №                   | Название                   | Автор(ы)                                                            | Producer(s)         | Длительность |
| ------------------- | -------------------------- | ------------------------------------------------------------------- | ------------------- | ------------ |
| 13.                 | «See Me Now»               | Ball James Nicola Roberts                                           | Ball                | 3:43         |
| 14.                 | «They Just Don't Know You» | Ball Roberts James Edwards Nelson Pinnock Thirlwall                 | Ball                | 3:55         |
| 15.                 | «Stand Down»               | Darren Lewis Iyiola Babalola Lewis Edwards Nelson Pinnock Thirlwall | Future Cut          | 3:39         |
| 16.                 | «Little Me» (Unplugged)    | Barnes Kelleher Kohn James Edwards Nelson Pinnock Thirlwall         | TMS                 | 3:56         |
| Общая длительность: | Общая длительность:        | Общая длительность:                                                 | Общая длительность: | 53:81        |

| №   | Название                                   | Длительность |
| --- | ------------------------------------------ | ------------ |
| 17. | «Une autre personne» (Tal with Little Mix) | 3:56         |

## Позиции в чартах и сертификации
| Чарт (2013)    | Позиция |
| -------------- | ------- |
| Австралия      | 4       |
| Бельгия        | 56      |
| Великобритания | 4       |
| Германия       | 90      |
| Греция         | 74      |
| Дания          | 25      |
| Ирландия       | 7       |
| Испания        | 17      |
| Италия         | 21      |
| Канада         | 7       |
| Нидерланды     | 49      |
| Новая Зеландия | 11      |
| Норвегия       | 19      |
| США            | 6       |
| Финляндия      | 50      |
| Франция        | 32      |
| Хорватия       | 21      |
| Швейцария      | 53      |
| Шотландия      | 5       |

| Страна         | Сертификация | Количество проданных копий |
| -------------- | ------------ | -------------------------- |
| Великобритания | Золото       | 100 000                    |